# Наконечний Микола Федорович
Наконечний Микола Федорович (25 серпня (7 вересня) 1900, с. Новий Тагамлик, тепер Машівського району Полтавської області — 11 листопада 1981, Харків) — український мовознавець.

## Біографія
Микола Федорович Наконечний народився 25 серпня (7 вересня) 1900 року в селі Новий Тагамлик Костянтиноградського повіту Полтавської губернії. У 1917 році закінчив Першу класичну гімназію м. Полтави, а у 1923 році — словесно-історичне відділення Полтавського інституту народної освіти (ІНО).
Працював у Полтаві вчителем середньої школи, викладачем української мови Харківського технікуму експлуатації залізниць, у Комуністичному університеті імені Артема (Харків). У 1925—1928 рр. навчався в аспірантурі науково-дослідної кафедри мовознавства Харківського інституту народної освіти, після її закінчення став науковим співробітником цієї кафедри.
Був учасником правописної конференції 1927 року. Був членом Комісії Народного комісаріату освіти. У 1930-ті рр. Миколу Наконечного було звинувачено в українському буржуазному націоналізмі та звільнено з роботи. Проте деякий час йому дозволили викладати українську мову в Харківському інституті іноземних мов, а 1939 року дозволили повернутися до університету. Під час Другої світової війни) проживав в Луганську, викладав в Луганському педагогічному інституті старослов'янську мову.
У 1943 році після звільнення Харкова став завідувачем кафедри української мови Харківського університету. Згодом у 1948 року був звільнений з університету через звинувачення в націоналізмі та сприянні владі окупантів під час війни. У 1949 р. дістав дозвіл викладати в технікумі промислового транспорту, а незабаром — викладати російську мову в Харківському сільськогосподарському інституті. Лише у 1958 році вченому дозволили повернутися до ХДУ. У 1964 р. обраний в. о. доцента кафедри української мови.
Досліджував проблеми фонетики, орфоепії, історії української мови, культури мови.
Співавтор «Практичного російсько-українського словника» (1926), автор посібника «Українська мова» (1928), редактор «Російсько-українського фразеологічного словника» Івана Виргана і Марії Пилинської («Прапор», 1959—1971). У 1941 році уклав «Програму з української діалектології для університетів і факультетів мови й літератури педагогічних інститутів», перевидану в 1949 році. У розділі «Фонетика» в «Курсі сучасної української літературної мови» (т. 1, 1951) виклав фонетичну і фонологічну системи української мови в їх статиці й динаміці, розробив основи української літературної вимови. У книзі «Сучасна українська літературна мова. Вступ. Фонетика» (кн. 1, 1969) йому належить розділи «Наголос» і «Орфоепічні норми та їх значення». Написав роботу «Українська літературна вимова» (1961), не опубліковану на сьогодні.
Помер Микола Наконечний 11 листопада 1981 року в Харкові.

## Вибрані праці
- Йогансен М. Г., Наконечний М. Ф., Німчинов К. Т., Ткаченко Б. Д. Практичний російсько-український словник. — Харків : ДВУ, 1926. — 238 с.
- Наконечний М. Про новий правопис український. — Харків : Рух, 1929. — 24 с.
- Орфоепічні норми та їх значення // Українська мова в школі. — 1958. — № 1. — С. 3–15.
- До вивчення процесу становлення й розвитку фонетичної системи української мови // Питання історичного розвитку української мови : пр. Міжвуз. конф., присвяч. V з’їздові славістів, (15–20 груд. 1959 р.). — 1962. — С. 125–165.
- Медведєв Ф. П., Моргун П. А., Наконечний М. Ф. Про основні етапи історичного розвитку української літературної мови // Питання історичного розвитку української мови : пр. Міжвуз. конф., присвяч. V з’їздові славістів, (15–20 груд. 1959 р.). — 1962. — С. 13–56.
- До характеристики української вимови Т. Шевченка та його найближчих попередників: (Із спостережень над автографами й першодруками) // Вісник Харківського університету. — 1965. — Вип. 1. — № 7. — С. 11–21. — (Серія філологічна).
- З історії орфоепічних норм сучасної української мови: (Про одну традиційну рису укр. літ. вимови) // Питання літературознавства і мовознавства. — 1965. — Вип. 1. — С. 57–62.
- До історії складання деяких фонетико-морфологічних норм сучасної української літературної мови // Питання літературознавства та мовознавства: тези доп. та повідомл. Респ. наук. конф. (травень, 1967). — 1967. — С. 159—163.
- Про культуру вимови // Українська мова і література в школі. — 1967. — № 5. — С. 20–24.
- Розмаїтість форм — багатство мови: (Про видові форми віддієслівних іменників в укр. мові) // Мовознавство. — 1967. — № 2. — С. 57–65.
- Г. Квітка-Основ'яненко і розвиток національної літературної мови // Мовознавство. — 1990. — № 4. — С. 63–69.